# Chaetopsylla stewarti
Chaetopsylla stewarti är en loppart som beskrevs av Johnson 1955. Chaetopsylla stewarti ingår i släktet Chaetopsylla och familjen grävlingloppor. Inga underarter finns listade i Catalogue of Life.